# 老官台文化
老官台文化（ろうかんだいぶんか、老官台文化、拼音: lǎoguāntái wénhuà, Laoguantai culture, 紀元前6000年頃 - 紀元前3000年頃）は、中国北部（華北）の黄河中流域で発見された新石器時代の文化である。陝西省で発見された中では現在のところ最古の新石器文化である。
標式遺跡は1950年代後半に調査された、陝西省渭南市華州区（当時は華県）の中心市街の西（渭河の支流・西沙河の沿岸）にある老官台遺跡である。

## 命名論争
老官台遺跡はこの文化の類型遺跡の中で最初に発見されたものであったが、出土した文物は比較的少なかった。しかし甘粛省秦安県の大地湾遺跡で大量の遺物が発見された後、この文化を「大地湾文化」（Dadiwan culture）と呼ぼうという動きが学者の間から出た。しかし大地湾遺跡からは複数の時代に文化の遺物が出土していることを理由に、ほぼこの文化の遺物のみが出土する西安市臨潼区の白家村遺跡から「白家村文化」と命名しようという主張もあった。
命名論争は今日まで続いている。総合的に見れば、老官台文化は二つの段階があると考えることもできる。前期は大地湾一期を代表とし、約7300年前ごろに栄えた。後期は陝西省宝鶏市で出土した北首嶺下層を代表とし、約7300年から7000年前の間に栄えた。老官台文化の発見は、その後にこの地で生まれた彩陶などを特色とする新石器文化・仰韶文化の起源を探る意義を有する。

## 生活
当時の人々はすでにアワなどの雑穀類を栽培し、ブタや犬などの家畜を飼い、定住して集落を築く生活を送っていた。当時の工具は磨製石器が主であったが、打製石器や細石器なども少なからず発見されている。また陶器の製作も始まっており、数は少ないものの比較的低温で焼いた土器が見つかっている。彩陶（彩色土器）はまだ萌芽状態であった。